# Phrynobatrachus gutturosus
Phrynobatrachus gutturosus és una espècie de granota que viu a la República Democràtica del Congo, Costa d'Ivori, Ghana, Libèria, Nigèria i, possiblement també, a Benín, Burkina Faso, Guinea, Mali, Togo i Uganda.
Està amenaçada d'extinció per la pèrdua del seu hàbitat natural.